# Gambusia
Gambusia – rodzaj słodkowodnych ryb z rodziny piękniczkowatych (Poeciliidae) obejmujący kilkadziesiąt gatunków, niektóre hodowane w akwarystyce. W języku polskim określane są zwyczajową nazwą gambuzje.

## Występowanie
Ameryka Północna i Środkowa.

## Klasyfikacja
Gatunki zaliczane do tego rodzaju:
| - Gambusia affinis – gambuzja pospolita - Gambusia alvarezi - Gambusia amistadensis - Gambusia atrora - Gambusia aurata - Gambusia beebei - Gambusia bucheri - Gambusia clarkhubbsi - Gambusia dominicensis - Gambusia eurystoma - Gambusia gaigei - Gambusia geiseri - Gambusia georgei - Gambusia heterochir - Gambusia hispaniolae - Gambusia holbrooki – gambuzja Holbrooka - Gambusia hurtadoi - Gambusia krumholzi - Gambusia lemaitrei - Gambusia longispinis - Gambusia luma - Gambusia manni – gambuzja bahamska | - Gambusia marshi - Gambusia melapleura - Gambusia monitcola - Gambusia myersi - Gambusia nicaraguensis - Gambusia nobilis - Gambusia panuco - Gambusia pseudopunctata - Gambusia punctata – gambuzja kropkowana - Gambusia puncticulata - Gambusia regani – gambuzja Regana - Gambusia rhizophorae - Gambusia senilis - Gambusia sexradiata - Gambusia speciosa - Gambusia vittata - Gambusia wrayi - Gambusia xanthosoma - Gambusia yucatana - Gambusia zarskei |

Gambusia amistadensis i G. georgei zostały uznane za gatunki wymarłe. Wpisano je do Czerwonej księgi gatunków zagrożonych IUCN w kategorii EX.

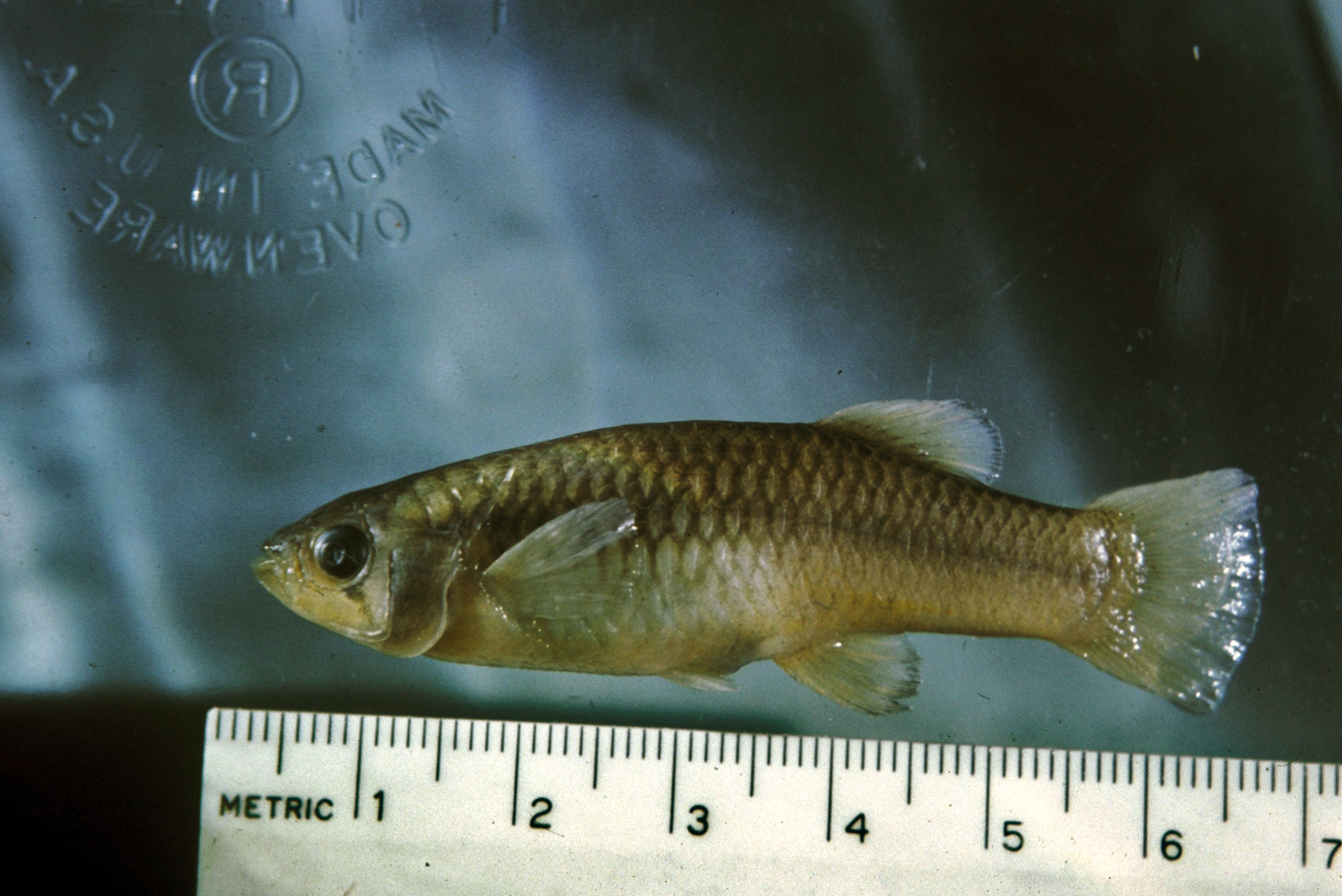
Gambusia gaigei
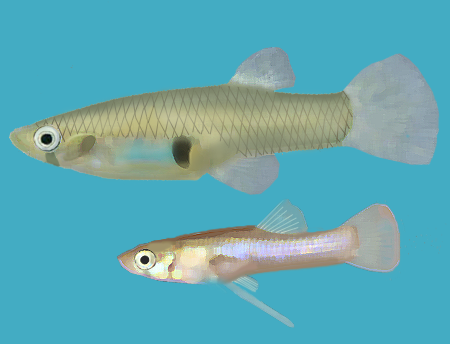
Gambusia holbrooki
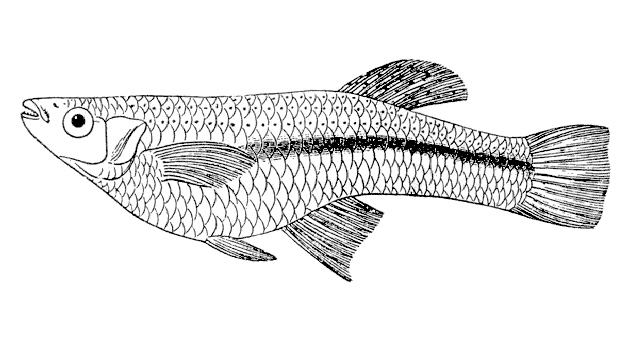
Gambusia punctata